# Censo boliviano de 1831
El Censo de Población de Bolivia de 1831 fue el primer censo de población que se realizó por primera vez en toda la República de Bolivia con el objetivo de recolectar los datos de información sobre la cantidad exacta de personas que vivían en Bolivia durante esa época. Este primer conteo de la población boliviana fue realizado bajo el gobierno del mariscal Andrés de Santa Cruz Calahumana.

## Antecedente
El censo de 1831 se llevó a cabo solamente unos seis años después de que Bolivia naciera a la vida independiente el 6 de agosto de 1825. Una vez que el mariscal Andrés de Santa Cruz asumiera la presidencia de la nueva nación en 1829, éste comenzó a reordenar las finanzas del país para una mejor administración gubernamental. Entre una de esas varias medidas que implementó se encontraba la de realizar un censo de población que recogiera los datos demográficos de la población boliviana de aquella época. 

## Resultados oficiales

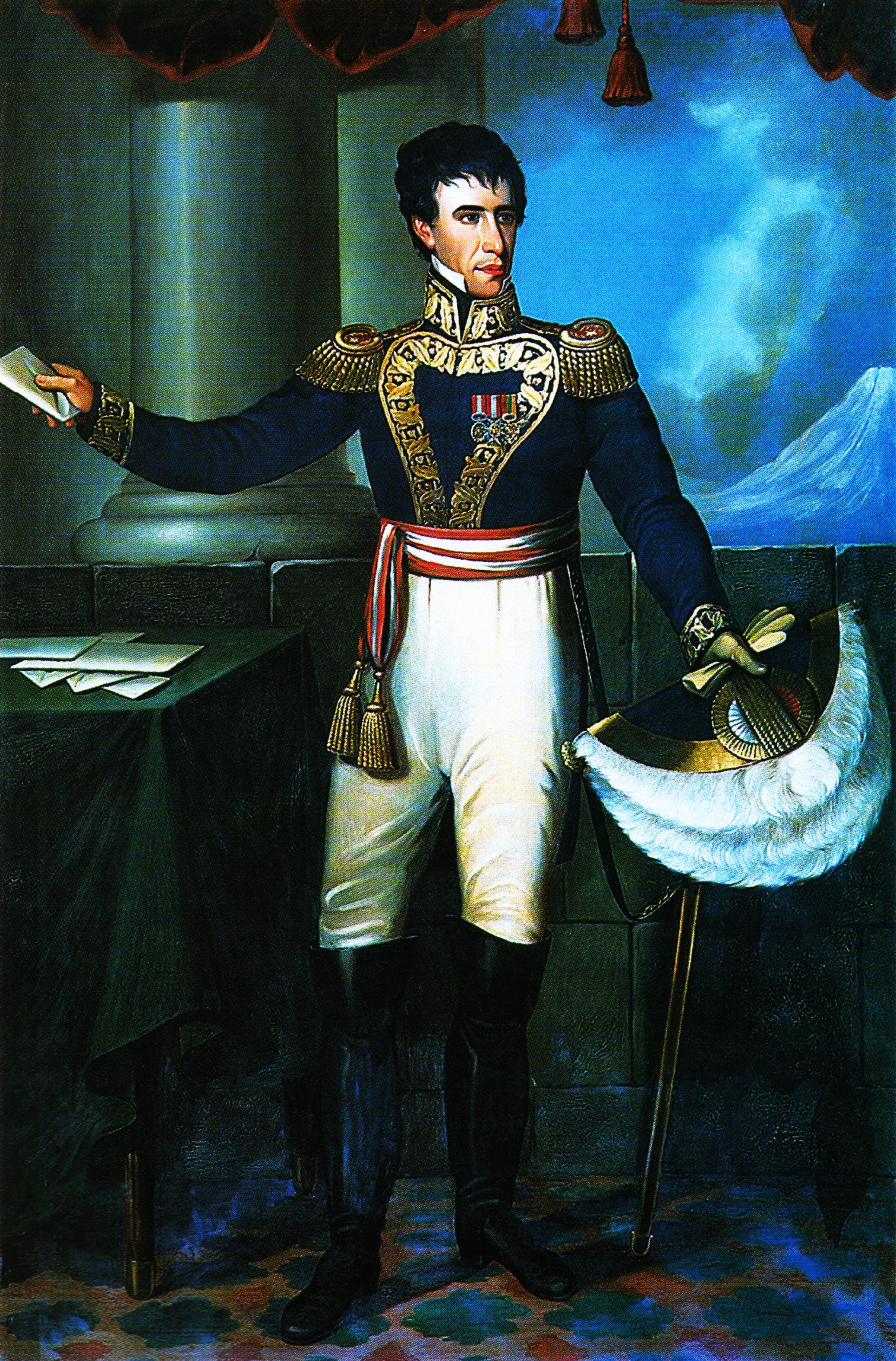
El primer censo de población de Bolivia se realizó en el año 1831 durante la presidencia del mariscal Andrés de Santa Cruz Calahumana (1792-1865) quien gobernó el país por 10 largos años desde 1829 hasta 1839 (una década). Los resultados finales del censo demostraron que en el año 1831 vivían en Bolivia alrededor de 1088768 personas.

Los resultados finales de éste primer censo de población que se realizó en el país demostraron que durante ese año de 1831 vivían en Bolivia unas 1 088 768 de personas. En cuanto al porcentaje de concentración   de las cuales más del 80 % de la población boliviana residía solamente en cuatro departamentos: La Paz, Cochabamba, Potosí y Chuquisaca.
|  | 31,98 % |

|  | 20,82 % |

|  | 17,65 % |

|  | 10,34 % |

|  | 7,72 % |

|  | 4,02 % |

|  | 3,79 % |

|  | 3,33 % |

|  | 0,35 % |

|  | 100 % |

### Distribución por regiones geográficas

#### Altiplano, Valles y Llanos
En cuanto a la distribución geográfica de la población, en el año 1831 la mayoría de los bolivianos vivían en los departamentos altiplánicos del país en donde se encontraba el 57 % de los habitantes, seguido por un 34 % que vivía en los departamentos vallunos, un 7% en los departamentos del llano y finalmente un 0,35% en el litoral.   
|  | 57,34 % |

|  | 34,49 % |

|  | 7,80 % |

|  | 0,35 % |

|  | 100 % |

#### Occidente y Oriente
|  | 91,83 % |

|  | 7,80 % |

|  | 0,35 % |

|  | 100 % |